# Bong County
Bong County är en region i Liberia. Den ligger i den centrala delen av landet, 150 km nordost om huvudstaden Monrovia. Antalet invånare var 467 561 vid folkräkningen 2022. Arean är 8 754 kvadratkilometer.
Bong County delas in i 12 politiska distrikt, 13 hövdingadömen, 42 klaner, 26 städer och 468 småstäder. De 12 distrikten är Boinsen District, Fuamah District, Jorquelleh District, Kokoyah District, Kpaai District, Panta District, Salala District, Sanayea District, Suakoko District, Tukpahblee District, Yeallequelleh District och Zota District.
Gbarnga är countyts huvudstad.

## Namn
Countyt är namnet efter Mount Bong i områdets södra del.

## Historia
Bong County var fram till år 1964 känt under namnet Centralprovinsen, Central Province. Den första superintendenten var James Y. Gbarbea som var ansvarig för byggandet av den administrativa byggnaden i Gbarnga. 
Under Liberias inbördeskrig drabbades Bong County särskilt hårt, i vissa områden pågick strider mellan flera rebellgrupper under 14 år. Detta resulterade i stora mänskliga förlusterna likväl som grova brott mot de mänskliga rättigheterna, i synnerhet kvinnor och flickor var särskilt utsatta. Området var troligtvis det område där flest barnsoldater liksom kvinnliga soldater tvingades gå med i de olika militanta grenarna. Innan Charles Taylor blev president försökte han bilda "Greater Liberia" med Bong County som huvudstad. Större delen av den offentliga infrastrukturen och privatägda egendom förstördes eller plundrades.
Efter UNMIL:s inträde i landet, liksom valet där Ellen Johnson Sirleaf valdes år 2005, förbättrades situationen. Men i slutet av 00-talet var det fortsatt instabilt som en följd av problem med hög arbetslöshet och ett behov av akuta förbättringar inom hälsa, utbildning och alla sektorer av ekonomin.

## Kultur

### Traditioner

#### Kultursymboler
Flaggan går i färgerna orange och lila, med en hammare i bakgrunden. Hammaren är en hänvisning till gruvdriftens traditionella betydelse för den lokala ekonomin.